# Callicebus brunneus
El tití marrón (Callicebus brunneus) es una especie de primate platirrino nativo de América del Sur. Se le encuentra en Brasil, Perú y Bolivia. A lo largo de su distribución también se le llama en forma genérica mono tití y zogue-zogue.

## Distribución
La especie ocupa un territorio relativamente amplio que va desde el departamento de Pando al norte de Bolivia, norte del río Madre de Dios en el departamento de Beni y el Departamento de Pando, extendiéndose hasta el sureste del Perú y al norte hacia Brasil en el estado de Rondônia (entre los ríos Mamoré, Madeira y Jiparaná).

## Descripción

### Aspecto
El peso promedio para la especie es de alrededor de 1 kilogramo. la fórmula dental es de {\displaystyle {\tfrac {2.1.3.3}{2.1.3.3}}} en ambos maxilares. La cola no es prensil. El color del pelaje es negruzco en la frente, miembros anteriores, piernas y dos terceras partes de la cola, siendo la punta de color más pálido. Las patillas son marrón rojizo o negruzco y los costados son color parduzco. La región ventral es parduzca o pardo-rojiza.

### Locomoción
El tití marrón se moviliza a través del sotobosque apoyándose en sus cuatro extremidades o por medio de saltos. con frecuencia trepa en forma vertical mientras se alimenta.

### Dieta
El tití marrón es principalmente frugívoro, pero se alimenta también de hojas, semillas e insectos. En el Parque Nacional Manu, las frutas conforman el 47% de su dieta, principalmente Brosimum rubescens y Ficus sp, aparte de otras identificadas como Maytenus magnifolia, Phaseolus sp., Pourouma cecropiaefolia y Paullinia sp. En el sudeste del Perú consumen con más frecuencia Iryanthera juruensis, constituyendo hasta una cuarta parte de su dieta. Los invertebrados consumidos comprenden arañas, lepidópteros en estado de larva y adultos e himenópteros. Durante la temporada de sequía cuando las frutas son menos abundantes, este tití busca alimento hojas de bambú y trepadoras. Los recursos utilizados por la especie son escasos, predecibles y muy distantes entre sí dentro de su rango. Otras especies de primates como Cebus apella, Cebus albifrons y Ateles paniscus pueden desplazar al tití marrón de los árboles que los sustentan.

### Ecología
Esta especie es simpátrica con Saguinus fuscicollis, reduciendo esto la competencia entre ellos por el alimento. El tamaño de los grupos en el Parque Nacional Manu en Perú, varía de 2 a 4 individuos. En el estado de Rondonia Brasil, el tamaño promedio de los grupos fue de 2,25 individuos. Son diurnos y arbóreos y raramente baja al piso del bosque. El tití marrón pasa la mayor parte del tiempo en el sotobosque, hasta el 48%. mucha actividad también trascurre en los niveles inferior y medio del bosque. En los meses lluviosos [junio a agosto) permanece 4 horas al día más activo que durante el invierno. El rango de movilidad diaria es de 700 metros al día y los miembros del grupo viajan y se alimentan juntos. Los depredadores de la especie son el águila arpía y el águila crestada.

## Comportamiento social
Este tití tiene un sistema de reproducción monógamo y el vínculo perdura de por vida. No parece existir una jerarquía don individuos dominantes. El grupo de menor tamaño está compuesto por la pareja reproductora y su hijos. El acicalamiento es una actividad importante que sirve para fortalecer los lazos sociales entre los miembros del grupo. Los machos participan en el cuidado de las crías. Esta especie, como los miembros de su género, es altamente territorial y son conocidos por entablar duetos de canto con otras parejas en la primera mañana.
El padre es quien trasporta a las crías durante la primera semana de vida. Los jóvenes empiezan a tornarse independientes para la cuarta semana, pero aún son cargados por el padre y solo regresan con su madre para amamantarse. A los tres meses de edad el padre trasporta a la cría el 92% del tiempo, pero a los dos meses de edad solo trasporta el 57% del tiempo y a los 3 meses el 38% y solo a los 4 meses lo hace únicamente el 1%. La madre lacta al infante cuatro o cinco veces al día, hasta que el menor tiene ocho meses de edad, con una duración promedio de tres minutos cada una. Desde los dos meses hasta el año de edad el padre comparte alimentos con la cría, en cambio la madre no lo hace pues debe garantizar la producción de leche. Los padres son los que juegan principalmente con las crías y los jóvenes, mientras las madres solo lo hacen raramente (solo el 9% del tiempo de juego). Las madres participan más del acicalamiento de lo que lo hacen los padres.
El tití marrón forma asociaciones mixtas con Saguinus fuscicollis y Saguinus imperator. Esta asociaciones son cortas, durando normalmente solo una hora. Las dos especies difieren en su dieta, haciendo esa interacción posible.

## Conservación
La Lista Roja de la UICN la considera una especie bajo preocupación menor por su amplio rango de distribución y la falta de evidencia que la población esté disminuyendo. En Bolivia, la principal amenaza parece ser la caza. En Brasil, el estado de Rondônia ha experimentado una colonización humana intensa y deforestación durante los últimos treinta años; sin embargo, la mayoría de los inmigrantes provienen del sur de Brasil y normalmente no cazan Primates.
En Bolivia está protegido por las leyes bolivianas y es donde esta la mayor población del primate.